# 동티모르의 종교
동티모르의 종교 (2016년 인구통계 건강조사)

동티모르 모비세에 있는 성 마테오 교회

동티모르의 인구 다수는 기독교인이며, 공식적으로 국교는 아니지만 로마 가톨릭교회가 우세 종교이다. 또한 소수의 개신교와 수니파 이슬람교 공동체도 존재한다.
동티모르의 헌법은 종교의 자유를 보장하고 있고, 동티모르 내 천주교, 개신교, 무슬림 공동체의 대표단들은 일반적으로 좋은 관계라고 하나,  공동체 구성원들이 혼인 및 출생 등록 등에 있어 가끔 행정적 어려움을 겪는다고 한다.

## 개요

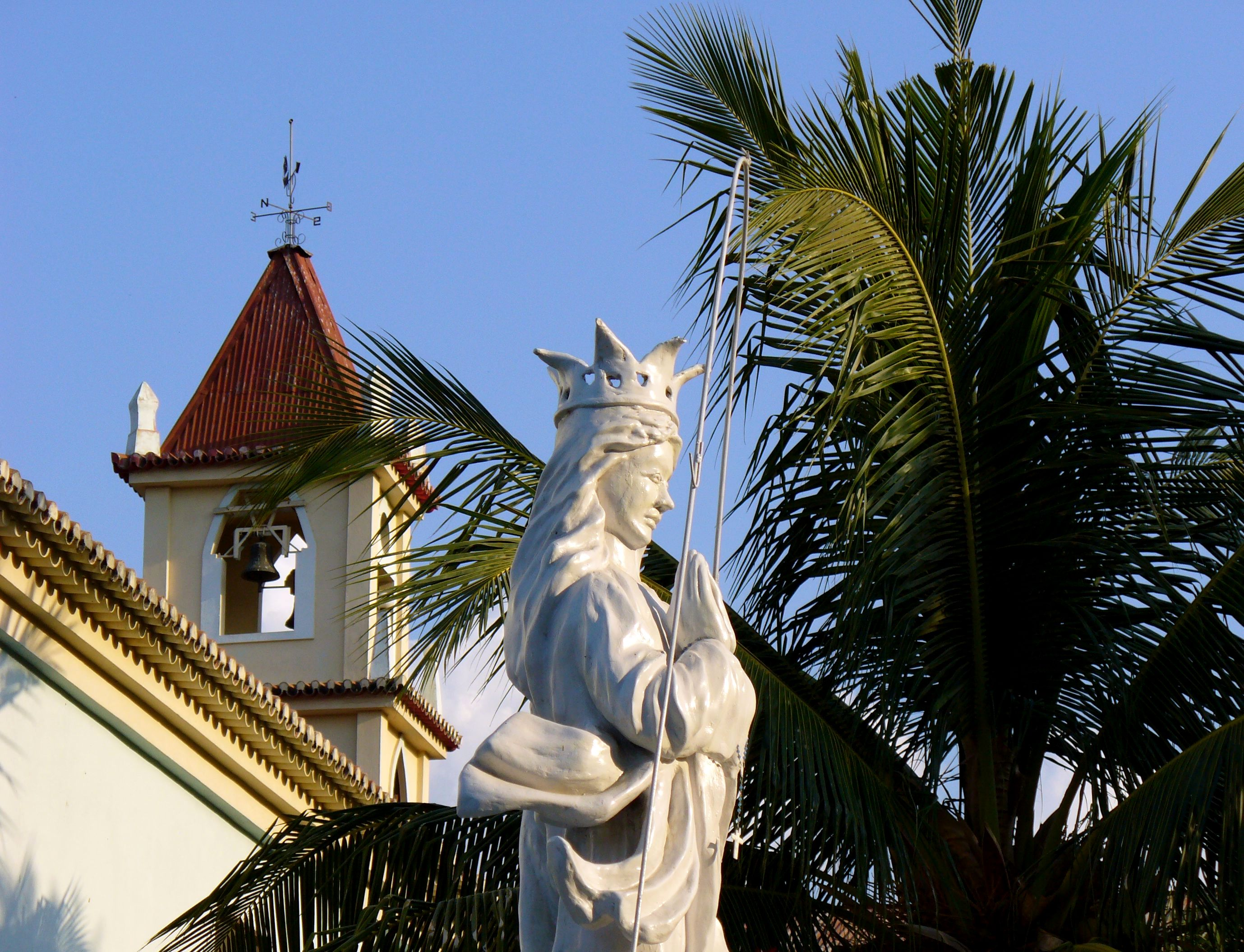
동티모르의 발리드 교회 외곽에 있는 성모상

2015년 인구 조사에서는 동티모르인의 97.6%가 가톨릭교도이고, 2%가 개신교도, 1% 이하가 무슬림으로 나타났으며 개신교 종파에는 하나님의 성회, 침례회, 장로회, 감리회, 제칠일안식일예수재림교회, 오순절 강림교회, 여호와의 증인, 크리스천 비전 등이 있다. 여러 동티모르인들은 일신교 신앙과 더불어 애니미즘의 잔재와 관습을 유지하고 있기도 하다.
교회의 수는 1974년 100개에서 1994년에 800곳이 넘겨 늘어났으며, 신자의 수는 인도네시아 통치 시절 인도네시아의 국가 이념인 '판차실라'가 모든 시민들에 대해 일신교 신앙을 요구함에 따라 상당히 늘어났다. 동티모르의 애니미즘 신앙 체계는 인도네시아의 헌법인 일신교와 맞지 않기에, 많은 이들이 대량으로 기독교로 개종하는 결과를 유발했다. 포르투갈의 성직자들은 인도네시아인 성직자들로 대체되었고 라틴어 및 포르투갈어 미사는 인도네시아어 미사로 바뀌었다. 침공 이전에, 동티모르인의 20 퍼센트만이 로마 가톨릭교도였고, 1980년대쯤, 95 퍼센트가 가톨릭교도로 등록된 상황이었다. 가톨릭교도 인구가 90 퍼센트가 넘는 동티모르는 현재 전세계의 가톨릭 국가 중에 가장 신자 비율이 높은 국가 중 하나이다.
개신교와 이슬람교 신자의 수는 1999년 이래로 눈에 띄게 감소하였는데 이들이 인도네시아와의 통합 지지자이자 인도네시아 다른 지역에서 이 지역에서 근무하도록 배치된 인도네이시아의 공무원들이었기 때문이었고, 이들 상당 수가 1999년에 동티모르를 떠났다. 동티모르에 주둔했던 인도네시아의 군대에는 상당 수의 개신교도 수가 있었고, 이들은 이 지역에서 개신교 교회 설치에 중대한 역할을 했었다. 1999년 9월 이후로 이들 중에 절반도 안 되는 교파만 존재하는 가운데, 개신교도 다수는 서티모르에 잔류하였다. 2000년대 초, 하나님의 성회가 가장 큰 종파이고 가장 활동이 활발하였다.
동티모르는 인도네시아와 아랍 시절에 인도네시아의 다른 섬들에서 건너온 말레이인 이민자들로 대부분 이뤄진 상당한 무슬림들을 두었다. 또한 소수의 이슬람교로 개종한 동티모르인도 존재하며, 포르투갈 통치 시절에 동티모르에 살았던 아랍 무슬림들의 후예도 소수 존재한다. 후자 집단은 동티모르 사회에 꽤나 동화되었지만, 말레이계 무슬림들은 때로는 그러하지 않았다. 소수의 말레이계 무슬림들만이 남아있는 상황이다.
국내 및 외국의 선교 단체가 자유롭게 활동할 수 있다.
동티모르 헌법은 종교의 자유를 보장하고 있으며 종교 신앙을 배경으로 한 사회 차별 및 악습 등이 벌어지고 있지만, 상대적으로 잦지는 않다.

## 천주교

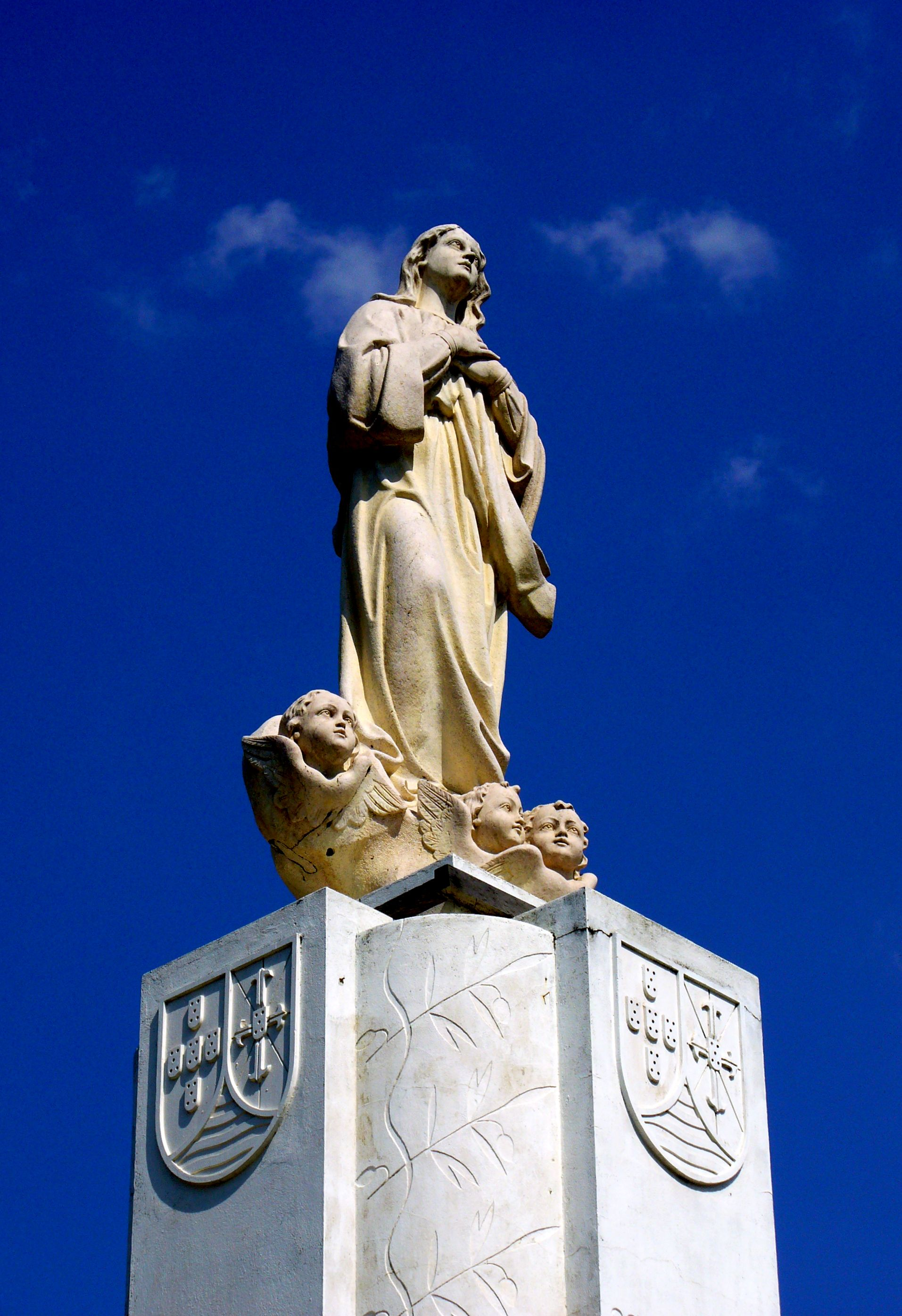
딜리의 성모 마리아 기념비

동티모르의 로마 가톨릭교회는 로마 교황의 영적 지도 하에 있는 전세계의 가톨릭 교회의 일부이다. 2015년, 동티모르에는 옛 포르투갈 식민지 시절 유산으로서 1,000,000명이 넘는 가톨릭 신자들이 존재했다. 인도네시아로부터 독립한 이래로, 동티모르는 아시아에서 두 번째로 가톨릭 비중이 높은 국가이며 (첫 번째는 필리핀), 대략 인구의 97.3%가 가톨릭교도이다.
동티모르는 딜리, 말리나, 바우카우 등 세 개 교구로 나뉘어 있으며 이들 교구 모두 성좌의 직속 하에 있다.
동티모르 교황 대사는 마르코 스피리치이며, 2022년 보이치에흐 자우스키에 이어 맡았다.

### 기원
16세기 초, 포르투갈과 네덜란드 무역상들이 동티모르와 접촉을 하였다. 선교 활동은 포르투갈이 동티모르를 장악한 1642년부터 그리고 제2차 세계대전 일본에 의해 일시적으로 점령된 1974년까지 산발적으로 이뤄졌다.
교황 요한 바오로 2세는 1989년 10월 동티모르를 방문했다. 교황 요한 바오로 2세는 동티모르 내 폭력 사태에 대해 발언하였고, 양 측 모두에 자제할 것을 요청하였으며 동티모르인들에게는 "적들에게 사랑과 기도" 배풀 것을 간청하였다. 은퇴한 주교 카를루스 필리프 시메느스 벨루가 동티모르를 인도네시아로부터 해방시키는 데 기여하여 1996년 주제 하무스오르타와 함께 노벨 평화상을 수상했다. 로마 가톨릭교회는 여전히 정치에 깊이 관여하고 있으며, 2005년에는 학교에서의 종교 교육 문제와 인도네시아에 의한 동티모르 학살에 대한 전범 재판을 포기한 문제로 정부와 대립한 바 있다. 또한 민족 화해를 촉구하는 신임 총리에 대해 지지를 한 바도 있다. 2006년 6월 가톨릭 구제회는 동티모르의 혼란 사태의 피해자들을 도우려는 미국의 지원을 받았다.

## 소수 종교

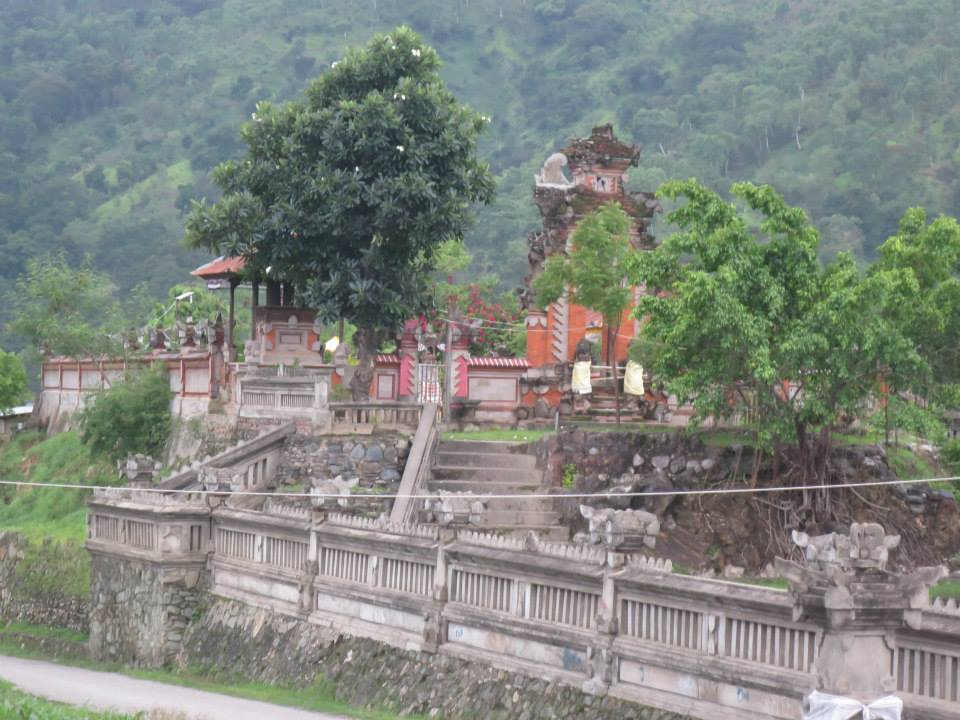
푸라 기리나타

### 이슬람교
이슬람교는 동티모르에서 소수 종교이다. 동티모르의 초대 총리인 마리 알카티리는 무슬림이었다. 이슬람교는 동티모르에서 전통적으로 행해지던 종교는 아니었고, 무슬림 인구의 상당 수는 포르투갈 식민주의 및 인도네시아 점령기 시대 당시 이민자의 후손들이다.
동티모르의 주요 모스크는 수니파를 위해 1955년에 지어진 딜리의 안누르 모스크이다.
미국무부와 CIA 월드 팩트북 등은 2015년에 무슬림들이 전체 인구의 0.2%를 구성한다고 추측했다.
2020년, 종교 데이터 아카이브 협회는 동티모르의 3.6%가 수니파로 이뤄졌다고 하였다. 또한 0.5%는 불가지론이고 0.55%는 불교, 중국 민속신앙, 바하이교, 힌두교, 신흥 종교 등으로 구성되어 있다고 하였다.

### 힌두교
동티모르에서는 힌두교를 일반적으로 믿지는 않지만, 인도 문화권에 속하고, 일부 인도화가 이뤄진 왕국들의 본거지였다. Most of the 힌두교도의 다수는 발리 힌두교 신자로 인도네시아 통치 시절 티모르로 이주한 자들이며 1999년 인도네시아의 점령이 끝나고 2002년에 독립이 이뤄지고 나서 발리 힌두교인의 대다수는 동티모르를 떠났다. 발리 힌두교 사원인 푸라 기리나타가 동티모르의 유일한 힌두교 사원이다.

### 중국의 민속 신앙
동티모르에서 불교, 도교, 도교와 더불어 중국의 민간신앙은 하카라고 하는 한족계 소수 민족이 주로 믿는다. 동티모르의 유일한 중국 사원은 1926년에 세워져 중국 민속 신앙, 불교, 도교, 유교 등을 따르는 하카인들이 사용하는 딜리의 중국 사원이며, 관우 및 관세음보살의 사원 특징을 띤다.

### 토착 종교
1975년 인도네시아 침공에 앞서, 티모르의 오스트로네시아인들은 마다가스카르와 폴리네시아 등에서 볼 수 있는 풍습과 유사성을 띠는 애니미즘 성향의 다신교 신자였다. 동티모르 섬의 기원이 나이든 악어라고 하는 몇 가지 유명한 신화가 남아 있으나, 오늘날 토착 종교 숭배자들은 아주 적은 소수를 이루고 있다. 인도네시아의 종교법 시절, 티모르인들은 허가 받은 일신교 중에 하나를 등록해야만 했고 대다수가 포르투갈의 종교 가톨릭을 명단에 올렸으며, 또한 가톨릭교회는회는 또한 인도네시아로부터의 독립을 위한 캠페인을 통해 동티모르인들의 지지를 얻었다.

## 종교의 자유
동티모르의 헌법에는 종교의 자유가 확립되어 있고, 국교란 없으며 종교 주체는 국가로부터 분리되어 있다라고 명시하고 있다. 그럼에도, 헌법은 독립을 이루는 데 있어 가톨릭교회의 역할에 대해 인정하고 있고, 성좌와의 합의 사항은 가톨릭 교회에 어느 정도의 특권을 부여하고 있다. 동티모르 정부는 주기적으로 가톨릭 교회에 재정적 지원을 하고 있고, 다른 종교 단체에서도 자금 지원을 하고 있다.
종교 단체들은 정부에 등록할 것을 요구받지 않고 있고, 재무부로부터 면세 지위를 신청할 수도 있다. 어떤 조단체가 사립학교를 운영하거나 기타 지역사회 서비스를 제공하고자 한다면, 법무부에 등록을 필요로 한다.
종교 지도자들은 일부 공무원들이 종교 소수자들에게 서비스를 거부한 사례를 보고한 바 있지만, 이를 체계적인 문제로 간주하지는 않는다. 그렇지만 정부는 가톨릭교회를 제외한 다른 종교 단체에서 발급한 출생 및 결혼 증명을 정기적으로 거부해 왔다.
2023년, 동티모르는 종교의 자유에 있어 4점 중 3점을 기록했다.

## 같이 보기
- 동티모르의 로마 가톨릭교회
- 동티모르의 힌두교
- 동티모르의 이슬람교